# Folklore grec
Cet article présente les différentes pratiques du folklore grec, selon la période de l'année. 

## Hiver

### Noël
La veille de Noël (en grec : Χριστούγεννα/Khristoúyenna) les enfants sortent dans les rues, et vont de porte à porte en chantant les kalandes (Κάλαντα/Kálanda), accompagnés d'un triangle. Il était de coutume qu'ils aient avec eux une maquette d'un bateau ou d'une église qu'ils auraient fabriquée spécialement à cette occasion. Les gens les récompensent en leur offrant des gâteaux (des kourabiés et des mélomakaronas) et de petites sommes d'argent. 
La croyance populaire dit que comme pendant les douze jours qui séparent Noël de l'Épiphanie, le Christ et les eaux ne sont pas baptisés ; les kallikantzaros (en grec : καλικάντζαροι/kalikándzari) sortent de sous la terre. Ils y restent cachés pendant toute l'année sciant le tronc de l'arbre qui tient en place la Terre, et aux alentours de Noël - quand l'arbre ne tient plus qu'à une branche - ils sentent les odeurs des biscuits et autres gâteaux et abandonnent tout pour sortir et faire des farces et des bêtises dans les maisons. Il est dit qu'ils ont peur du feu et horreur de l'ail. Les lutins resteront sur Terre jusqu'à l'Épiphanie et une fois de retour sous terre ils retrouvent l'arbre intact et sont obligés de reprendre le travail jusqu'à l'année prochaine.
En Grèce, le père Noël porte le surnom d'« Άγιος Βασίλης » (Áyios Vasílis) (en référence à Basile de Césarée, connu en Grèce pour ses œuvres de bienfaisance) ; il distribue les cadeaux aux enfants le jour du Nouvel An. La veille de Noël, a lieu un réveillon en famille ou entre amis, sur le modèle occidental. Le sapin de Noël est lui aussi entré dans les mœurs grecques.

### le Nouvel An
Le Nouvel An (en grec : Πρωτοχρονιά/Protokhroniá) donne lui aussi lieu à des kalandes. Le matin on cassera une grenade devant la porte de la maison pour porter chance. Pendant le réveillon, on se retrouve surtout en famille ; la distribution de cadeaux a lieu ; au dessert on coupera la Βασιλόπιτα (Vasilópita) (équivalent de la galette des Rois) et le soir on se retrouvera pour jouer aux cartes et autres jeux de hasard. Les gagnants sont censés avoir de la chance toute l'année.

### les Fota
Φώτα (Fóta) veut dire Lumières en grec. C'est le nom local de l'Épiphanie. Ce jour-là les enfants chanteront encore une fois les kalandes. Le jour même des Fota (6 janvier) le papas (παπάς - prêtre de l'Église orthodoxe) de chaque ville et de chaque village se rend au bord de la mer, de la rivière ou du point d'eau principal de la commune. Là, il jette la croix dans l'eau et les jeunes hommes plongent. Celui qui la retrouve aura le droit de faire le tour du village et de ramasser des « pourboires ».

## Printemps
La fête la plus importante pour les Grecs étant Pâques, il est impossible de décrire les traditions printanières sans commencer par le Carnaval. Cette fête est d’une très grande importance en Grèce. Les gens se divertissent, avant d’entrer dans les quarante jours du jeûne. Carnaval, le Carême et Pâques sont liés et leurs dates dépendent de celle du dimanche de Pâques orthodoxe, différent des Pâques catholiques.

### les Apokries
Les Apokries (Απόκριες (Apokriès)- « Carnaval ») se résument aujourd’hui à des déguisements et des défilés de type « brésilien » ; pourtant cette fête était typiquement grecque, issue de l’Antiquité et du culte de Dionysos. Dans le Nord de la Grèce et les îles, la coutume et la tradition sont plus présentes, ce qui donne lieu à des défilés en costumes en peaux d'animaux, qui vont de porte à porte et qui sont censés éloigner le mauvais sort. Pendant les Apokries a notamment lieu le Tsiknopèmti (Τσικνοπέμπτη – « Jeudi Gras »), un jour dédié à la viande, deux semaines avant le Lundi pur. Ce soir là, les gens se rassemblent et mangent beaucoup de viande grillée en famille ou entre amis.

### la Sarakosti
Ce qu’il faut bien comprendre c’est que la Sarakostí (Σαρακοστή), (le jeûne de quarante jours avant Pâques) n’est pas simplement une interdiction de manger certains aliments. Pendant, cette période qui correspond selon certains à la Passion du Christ et selon d’autres aux quarante jours de jeûne du Christ dans le désert, aucun mariage religieux, baptême ou fête ne peuvent avoir lieu, selon l'Église orthodoxe. Les gens prient et jeunent. C’est une période de purification aussi bien physique que mentale, pour les pratiquants.
Le Carême ou Sarakosti commence par le Kathari Deftera (Καθαρή Δευτέρα – « Lundi Pur »). Ce jour-là, férié en Grèce, il est de coutume que les familles sortent pique-niquer et fassent voler des cerfs-volants. Le menu comporte des fruits de mer, ni poisson, ni viande, pour les plus stricts l’huile et le vin sont à exclure aussi. Les laghanès (λαγάνες) sont des pains spéciaux que l’on ne trouve que ces jours là, et qui avec des olives, de la pieuvre, des calamars (non frits) et du tarama (pâte d’œufs de morue), constituent la base du repas.
Suivent ensuite les autres jours de la Sarakosti où la consommation des aliments suivants est normalement interdite pour les pratiquants : viande, œufs, lait, produits laitiers, produits d’origine animale, poissons (sauf fruits de mer), huile (sauf olives) et vin.

### le 25 mars
Le 25 mars est une fête nationale en Grèce. C'est d'une part l'Annonciation mais c'est surtout la célébration du commencement de la guerre d'opposition à l'Empire ottoman en 1821. À cette date là les grands chefs de la résistance grecque se réunirent dans le monastère de Aghia Lavra (Αγία Λαύρα) dans le Péloponnèse et prêtèrent serment sur le drapeau grec de donner leur vie pour libérer leur patrie. Cette fête, comme le 28 octobre et le 17 novembre donne lieu à des défilés d'écoliers.

### Pâques
Pâques est la fête par excellence des Grecs. Toute la semaine qui précède Pâques est nommée Grande Semaine (Μεγάλη Εβδομάδα) et chaque jour est nommé en plaçant devant le préfixe Grand (Μεγάλη Δευτέρα-Τρίτη-Τετάρτη-Πέμπτη-Παρασκευή et Μεγάλο Σάββατο). Pendant cette semaine une grande part des non-pratiquants va s'abstenir de manger de la viande, en prévision de la grosse consommation du week-end. Le Grand Jeudi on teindra les œufs en rouge et on préparera les κουλούρες της Λαμπρής (koulourès tis Labrís), les gâteaux de Pâques. Pendant toute la nuit, dans chaque église, on décore l'Épitaphe, la tombe du Christ, de fleurs. Le Grand Vendredi au soir, l'Épitaphe fait le tour du village -de la ville-, suivi de tous les croyants qui tiennent des labades (λαμπάδες - cierges de Pâques). Le Grand Samedi au soir les gens vont à l'église et après la messe, à minuit, ils allument chacun leur cierge depuis celui du pope, en disant "le Christ est ressuscité" (Χριστός Ανέστη) auquel il faut répondre Alithos Anesti (Αληθός Ανέστη : Il est vraiment ressuscité), ils se souhaitent Hronia Polla (Χρόνια Πολλά - litt. : "Beaucoup d'années" en cassant entre eux les œufs rouges. De retour chez eux ils mangent la mayirítsa (Μαγιρίτσα), soupe faite des entrailles de l'agneau pascal. Pour les pratiquants c'est la première bouchée de viande depuis quarante jours.
Le lendemain est une journée chargée. Le Dimanche de Pâques il est de coutume de manger de l'agneau à la broche. Ce méchoui rassemble la famille et les amis autour de la broche, dans le jardin. L'agneau consistera le principal plat de la journée, avec les kokorètsis (κοκορέτσι), frigadèlis (φρυγαδέλι), kodosouvlis (κοντοσούβλι) (le foie de l'agneau avec les boyaux cuits à la broche en mézé) des salades, des tourtes salées (πίτες) et les œufs rouges de Pâques.

### Le1ermai
Le 1er mai est un jour férié en Grèce. Plus que la fête du travail, c'est la fête des fleurs et du printemps, car dès cette date la nature s'assèche. Les gens sortent à la campagne et font des couronnes de fleurs qu'ils accrochent ensuite à la porte de leurs maisons. Autrefois ils les brulaient à la Saint-Jean.

## Été

### Le 24 juin

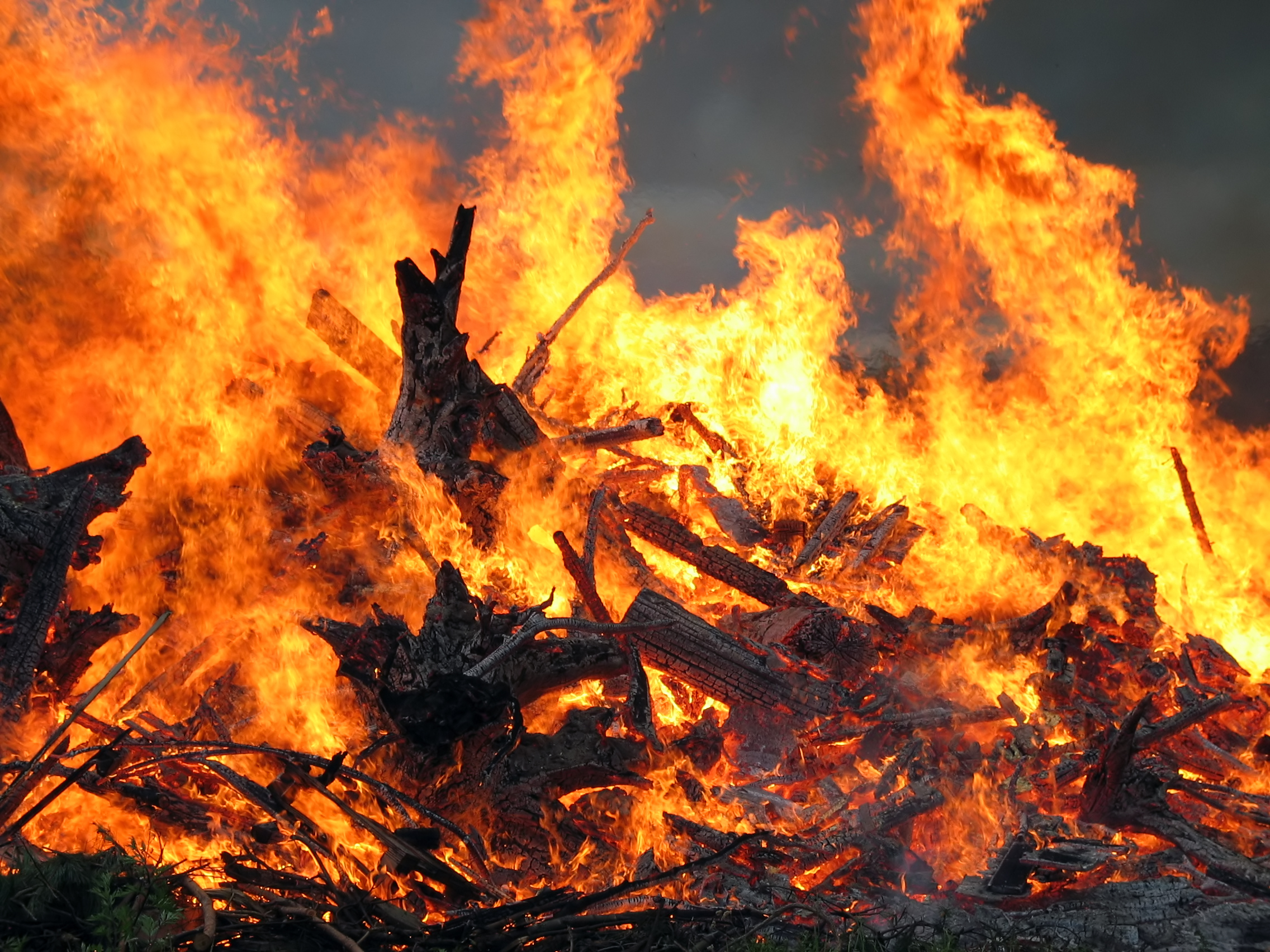
Feux de la Saint-Jean

Le jour de la Saint Jean (Αγίου Γιάννη) de grands feux sont allumés le soir sur les places des villages et les jeunes s'amusent à sauter par-dessus les flammes pour chasser le mauvais œil.

### Le 15 août

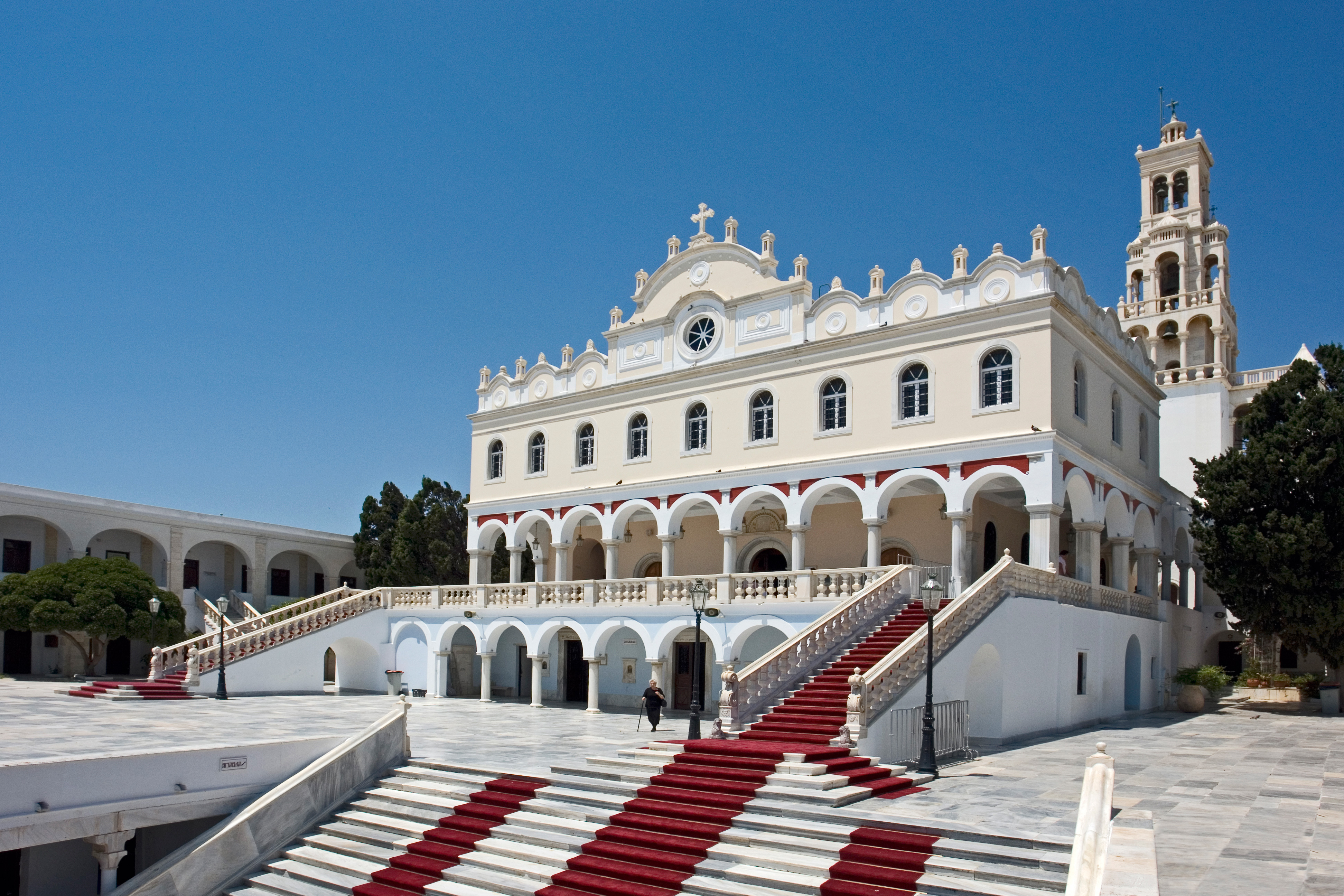
Le monastère de Panagia Evagelistria (Παναγία Ευαγγελίστρια), à Tinos en Grèce.

Le 15 août est le jour de la Dormition de la Vierge (Κοίμηση της Θεοτόκου). C'est l'occasion pour plusieurs pratiquants de faire des pèlerinages vers certaines églises dédiées à la Dormition de la Vierge, la plus réputée étant celle de Tinos (Τήνος). Devant plusieurs églises des foires ont lieu. Dans certaines régions, les pratiquants décorent même une Épitaphe de la Vierge. Cette fête est précédée, pour les pratiquants, d'un jeûne de quarante jours équivalent à celui du Carême.

## Automne

### Le 28 octobre
Le 28 octobre est pour les Grecs, le jour du Non. En effet, le 28 octobre 1940 le gouvernement grec a répondu "Non" (Όχι), après pression du peuple, à la demande du gouvernement fasciste italien de Mussolini de laisser passer les troupes et de se rendre. Cet évènement marqua l'entrée de la Grèce dans la Seconde Guerre mondiale.

### Le 17 novembre
Le 17 novembre 1973, les tanks de la dictature des colonels pénétraient dans l'enceinte de l'école Polytechnique. Au bout de sept ans de dictature, les étudiants de l'école Polytechnique s'étaient enfermés dans l'école. Ils y avaient monté un poste de radio pirate et appelaient le peuple à la révolte. Au bout de trois jours le nombre de manifestants devant l'école inquiéta le gouvernement au point que le soir du 17 novembre, l'armée fut envoyée pour reprendre le contrôle de la situation. Un tank fit tomber les grilles de l'école, tuant les étudiants qui y avaient grimpé, roula sur plusieurs corps, pendant que des soldats tuaient la plupart des étudiants présents dans l'école. Cet évènement marqua le début de la fin de la dictature qui se termina un an plus tard.

## Sources
- (el) Λαογραφικό Ημερολόγιο, Αικατερίνη Τσοκάτου-Καρβέλη, εκδόσεις Πατάκη, 1985

traduction du titre en français : Laografiko Imerologio, Catherine Tsokatou-Karveli, éditions Pataki, Grèce, 1985